# Ligny
Ligny és un poble belga a la municipalitat de Sombreffe (a la província de Namur), on Napoleó Bonaparte va derrotar a Blücher dos dies abans de la batalla de Waterloo, mentre que Arthur Wellesley de Wellington i el mariscal Michel Ney lluitaven a Quatre Bras.